# Andrew Kehoe
Andrew Philip Kehoe (1 tháng 2 năm 1872 – 18 tháng 5 năm 1927) là một nông dân người Mỹ và thủ quỹ của hội đồng trường thị trấn của ông, đáng chú ý là một kẻ giết người hàng loạt vì đã giết vợ và 43 người khác (bao gồm 38 trẻ em) và làm bị thương 58 người. đặt bom trong thảm họa tại Trường Bath vào ngày 18 tháng 5 năm 1927. Ông đã tự sát gần trường bằng cách kích nổ thuốc nổ trong xe tải, gây ra vụ nổ khiến nhiều người khác thiệt mạng và nhiều người bị thương. Anh ta trước đó đã đặt ra các thiết bị gây cháy trong nhà và trang trại của mình, phá hủy tất cả các tòa nhà, cũng như giết chết hai con ngựa và các động vật khác.